# Дмитриевская, Наталья Олеговна
Наталья Олеговна Дмитриевская (род. 21 декабря 1978, Кисловодск, Ставропольский край) — российская оперная певица, обладательница драматическо-колоратурного сопрано в три октавы. Солистка Ростовского государственного музыкального театра. Заслуженная артистка Российской Федерации (2025).

## Биография
Родилась в 1978 году в Кисловодске. В 1997 году окончила Минераловодское музыкальное училище (ныне Ставропольский краевой музыкальный колледж им. В. Сафонова) по специальности «Хоровое дирижирование». Её педагогами в училище были заслуженная артистка Бурятии О. Ф. Миронова (сольное пение) и заслуженный деятель искусств Бурятии Л. М. Морозовский. В 2000 году поступила в Ростовскую государственную консерваторию им. С. В. Рахманинова на специальность «Сольное пение» (класс М. Н. Худовердовой), окончив её экстерном в 2004 году с красным дипломом. В том же году устроилась на работу в Ростовский государственный музыкальный театр. Позднее брала уроки у Зары Долухановой, Алексея Скавронского и Дмитрия Вдовина, участвовала в мастер-классах Лоры Клейкомб и Ирины Богачёвой.
Гастролировала с труппой Ростовского музыкального театра в Великобритании и Ирландии, где исполняла партии в операх «Травиата» и «Царская невеста» (2007, 2008).
В 2010 году дебютировала как приглашённая солистка в Большом театре в партии Царицы ночи («Волшебная флейта» В. А. Моцарта). В 2013 году там же участвовала в постановке оперы М. Равеля «Дитя и волшебство», где исполнила партии Огня, Принцессы и Соловья (режиссёр Энтони МакДональд, дирижёр Александр Соловьёв).
Гастролировала в Италии, где исполняла арии и участвовала в дуэтах опер «Севильский цирюльник», «Дон Жуан» и «Волшебная флейта», мотет Моцарта «Exsultate, jubilate»; в Испании исполняла партию сопрано в «Реквиеме» Моцарта и др.
В 2011 году на гастролях Ростовского государственного музыкального театра в Москве на Всероссийском театральном фестивале «Золотая маска» исполнила партию Ярославны в опере «Князь Игорь» А. П. Бородина.
В 2019 году исполняла партию Жанны Д’Арк в опере «Жанна Д’Арк» Дж. Верди на Исторической сцене Большого театра в рамках гастролей Ростовского государственного музыкального театра.
В 2021 году на очередных гастролях Ростовского государственного музыкального театра в Большом театре участвовала в опере «Турандот» Дж. Пуччини, где исполняла партию Лиу (Лю).

## Основные партии
- Джильда («Риголетто» Дж. Верди);
- Мими, Мюзетта («Богема» Дж. Пуччини);
- Розина («Севильский цирюльник» Дж. Россини);
- Мадам Герц («Директор театра» В. Моцарта);
- Марфа («Царская невеста» Н. Римского-Корсакова);
- Царица Ночи («Волшебная флейта» В. Моцарта);
- Микаэла («Кармен» Ж. Бизе);
- Серафина («Колокольчик» Г. Доницетти);
- Виолетта («Травиата» Дж. Верди);
- Иоланта («Иоланта» П. Чайковского);
- Баядера («Баядера» И. Кальмана);
- Маргарита («Фауст» Ш. Гуно);
- Лиза («Пиковая дама» П. Чайковского);
- Недда («Паяцы» Р. Леонкавалло);
- Лиу (Лю) («Турандот» Дж. Пуччини);
- Жанна Д’Арк («Жанна Д’Арк» Дж. Верди);
- Чио-чио-сан («Мадам Баттерфляй» Дж. Пуччини);
- Ярославна («Князь Игорь» А. Бородина).

## Награды
- Лауреат ХХI Международного конкурса оперных певцов им. М. И. Глинки (Челябинск, 2005)
- Лауреат I Открытого конкурса оперных певцов им. Г. П. Вишневской (Москва, 2006)
- Дипломант ХХ Собиновского музыкального фестиваля (2007)[1]
- Лауреат Первой премии Первого всероссийского музыкального конкурса (Москва, 2010)
- Лауреат международного конкурса молодых оперных певцов им. Бориса Христова (Болгария, 2014)
- Заслуженная артистка Российской Федерации (1 февраля 2025 года) — за вклад в развитие отечественной культуры и искусства, многолетнюю плодотворную деятельность[2]

### Биографические сведения и критика
- Красильникова Н. Внутренний свет имитировать невозможно… // Петербургский театральный журнал. — 2011. — Январь. Архивировано 7 декабря 2023 года.
- Наталья Дмитриевская. Ростовский музыкальный театр. Дата обращения: 18 августа 2024. Архивировано 6 декабря 2022 года.

### Медиафайлы
- Выступление в опере «Фауст» Гуно
- Р. Глиер. Концерт для голоса с оркестром